# Celso Lafer
Celso Lafer GCMM • GCIH (São Paulo, 7 de agosto de 1941) é um advogado, jurista, professor, membro da Academia Brasileira de Letras e ex-ministro das Relações Exteriores brasileiro.

## Vida pessoal
Nascido em São Paulo em 1941, é descendente de uma família judia lituana que imigrou para o Brasil, no final do século XIX. É filho de Abrahão Jacob Lafer e de Beila Pilnik. Seu pai era filho de Max Lafer e de Jenny Lafer. Sua mãe conhecida como Betty, nasceu em Vilna, na Lituânia, e era filha de Horácio Pilnik e Zlate Riman. Celso é irmão de Marina Lafer, que foi casada com o jornalista Mauro Roberto Fernandes Chaves. Celso foi casado com a antropóloga e escritora Betty Mindlin e juntos tiveram dois filhos, Manuel Mindlin Lafer (que usa o nome artístico de Manu Lafer em sua carreira como músico)  e Inês Mindlin Lafer. Posteriormente casou-se com a professora da USP, Mary Macedo de Camargo Neves. Tiveram um filho, Tiago de Camargo Neves Lafer. 
Seu pai é primo de Horácio Lafer, que foi deputado federal e Ministro da Fazenda e também Ministro das Relações Exteriores do Brasil e parente, portanto, dos Klabin. A Família Lafer e Klabin, juntas fundaram a Irmãos Klabin & Cia, sendo Celso Lafer membro efetivo do conselho administrativo da Klabin Papel e Celulose.

## Educação e formação
Formou-se em 1964 pela Faculdade de Direito da Universidade de São Paulo, cursou mestrado (1967) e doutorado (1970) em Ciência Política pela Universidade de Cornell, nos Estados Unidos (1970), livre-docente em Direito Internacional Público na USP (1977) e professor titular de Filosofia do Direito da Faculdade de Direito da Universidade de São Paulo de 1988 a 2011, quando se aposentou. De 2007 a 2015 foi presidente da Fundação de Amparo à Pesquisa do Estado de São Paulo (FAPESP).

## Carreira
Foi chefe do Departamento de Filosofia e Teoria Geral do Direito da Faculdade de Direito da USP, presidente do Conselho de Administração da Metal Leve.
Foi ainda ministro do Desenvolvimento, Indústria e Comércio e ministro das Relações Exteriores em duas ocasiões, em 1992 (no governo de  Fernando Collor) e de 2001 a 2002, nos últimos dois anos do governo Fernando Henrique Cardoso, além de ter sido embaixador do Brasil junto à OMC (Organização Mundial do Comércio) e embaixador do Brasil junto à Organização das Nações Unidas (ONU) de 1995 a 1998. Seu tio, Horácio Lafer, também foi ministro das Relações Exteriores durante o governo de Juscelino Kubitschek.
Em sua primeira gestão à frente do Itamaraty, foi responsável pela organização da Conferência das Nações Unidas sobre o Meio Ambiente e o Desenvolvimento (conhecida como Rio 92, ou ECO92) que reuniu no Rio de Janeiro mais de cem chefes de Estado que buscavam meios de conciliar o desenvolvimento socioeconômico com a conservação e proteção dos ecossistemas da Terra. Em sua segunda gestão como chanceler, acompanhou o então presidente Fernando Henrique Cardoso na delegação brasileira à Conferência das Nações Unidas sobre Ambiente e Desenvolvimento Sustentável, a Rio+10, que aconteceu em Durban, na África do Sul.

## Inspeção de segurança em aeroportos dos EUA
Em 31 de janeiro de 2002, foi personagem de incidente que provocou polêmica na imprensa brasileira. Em viagem aos Estados Unidos, ao passar pela segurança de dois aeroportos locais, ele retirou os sapatos, como se tornou praxe naquele país após os atentados terroristas de 11 de setembro de 2001. A propósito desse fato, o professor Carlos Roberto Sanchez Milani, da Universidade Federal do Estado do Rio de Janeiro, escreveu, no Boletim de Economia e Política Internacional do IPEA: “Este comportamento [tirar os sapatos], reiterado nos aeroportos de Washington e Nova York durante esta visita oficial, poderia ser considerado uma simples anedota, não fosse Celso Lafer o chanceler brasileiro”. Já Roberto DaMatta, doutor pela Universidade Harvard, professor emérito da Universidade de Notre Dame (EUA) e professor da PUC-RJ e da Universidade Federal Fluminense, escreveu no jornal O Estado de S. Paulo: "A viagem ocorre logo depois que um terrorista é apanhado com uma bomba no salto do sapato. Todos [Lafer e os ministros da Rússia e do Chile] são obrigados a tirar os sapatos. Ele [Lafer] tira os seus, procedendo como cidadão comum, evitando um incidente diplomático, mas exige desculpas que lhe são apresentadas dias depois pelo Departamento de Estado dos EUA”. 

## Vida atual
Atualmente, Lafer é presidente do Conselho Deliberativo do Museu Lasar Segall, membro do GACint, ligado ao Instituto de Relações Internacionais da USP e presidente do Conselho Editorial da revista Política Externa. Integra também o Conselho de Administração da Klabin. 
A 4 de Agosto de 2001 foi agraciado com a Grã-Cruz da Ordem do Infante D. Henrique de Portugal. Em 2002 foi eleito como membro da Corte Permanente de Arbitragem de Haia, na Holanda, para um mandato de três anos. 
Publicou seu primeiro livro O judeu em Gil Vicente (1963) com 22 anos de idade. É autor, entre outros livros, de A reconstrução dos direitos humanos, um diálogo com o pensamento de Hannah Arendt (1988), Desafios: Ética e política (1995), A OMC e a regulamentação do comércio internacional: uma visão brasileira (1998), Comércio, desarmamento, direitos humanos – reflexões sobre uma experiência diplomática (1999), Mudam-se os tempos – Diplomacia brasileira 2001-2002, vol. 1 e vol. 2 (2002), JK e o programa de metas (1956-1961) – Processo de planejamento e sistema político no Brasil (2002), Hannah Arendt – Pensamento, persuasão e poder (2ª ed. revista e ampliada, 2003), A identidade internacional do Brasil e a política externa brasileira (2ª ed. revista e ampliada, 2004), A internacionalização dos direitos humanos: Constituição, racismo e relações internacionais (2005), em coautoria com Alberto Filippi, e A presença de Bobbio – América Espanhola, Brasil, Península Ibérica (2004).
Em 21 de julho de 2006, Celso Lafer foi eleito para ocupar a cadeira 14 da Academia Brasileira de Letras, sucedendo ao jurista Miguel Reale, seu antecessor também na cadeira de Filosofia do Direito, na Faculdade de Direito da Universidade de São Paulo (USP). Também é membro da Academia Brasileira de Ciências e recebeu, em 2002, a mais alta condecoração da Ciência e Tecnologia do Brasil, a Ordem Nacional do Mérito Científico. Celso Lafer recebeu ainda condecorações do Ministério das Relações Exteriores, a Ordem do Congresso Nacional (Comendador, 1987), e várias outras honrarias similares dos governos do Brasil, Argentina, Bolívia, Equador, México, Panamá, Portugal e França, além de quatro títulos de doutor honoris causa, da Universidade de Buenos Aires (2001), da Universidad Nacional de Córdoba (2002), da Universidade Três de Febrero (2011) e da Universidade Jean Moulin Lyon 3 (2012), além de um Honorary Fellowship conferido pela Universidade Hebraica de Jerusalém em 2006.
Em 2008 Celso Lafer ganhou um processo de difamação que o advogado Durval de Noronha Goyos Júnior promoveu contra ele.
Celso Lafer atuou como amicus curiae no Supremo Tribunal Federal, pelo julgamento do Habeas corpus para o editor gaúcho Siegfried Ellwanger Castan, em 2003.
Em 21 de maio de 2015, Lafer tomou posse na Academia Paulista de Letras (APL) sucedendo Antônio Ermírio de Moraes, na cadeira 23.

## Prêmios e honrarias
- 2023 – Doutor honoris causa da Universidade de Caxias do Sul (UCS) [15]
- 2012 – Doutor honoris causa da Universitè Jean Moulin Lyon 3, França
- 2011 – Doutor honoris causa da Universidade Três de Febrero, Argentina
- 2009 - Prêmio PNBE de Cidadania, na categoria Empresário Empreendedor, São Paulo, 25 de maio de 2009, Pensamento Nacional das Bases Empresariais - PNBE.
- 2009 - Medalha Spencer Vampré 2009, na categoria Docente da Faculdade de Direito, São Paulo, 11 de agosto de 2009, Conselho Técnico Administrativo (CTA) da Faculdade de Direito da Universidade de São Paulo.
- 2008 - Ordem do Sino - Medalha, Colégio Dante Alighieri e Associação dos Ex-Alunos do Colégio Dante Alighieri - AEDA, 2 de outubro.
- 2006 - Le'Dor Va'Dor (De geração em geração), na categoria Consolidação, CIP - Congregação Israelita Paulista.
- 2006 - Medalha Simon Wiesenthal, ANAJUBI - Associação Nacional de Advogados e Juristas Brasil-Israel.
- 2006 - Honorary Fellowship, Universidade Hebraica de Jerusalém.
- 2004 - Recompensa Maçônica pelo destaque na luta contra a Discriminação e pela Inclusão Social.
- 2004  Legião do Mérito - Grande Oficial, Academia Brasileira de Engenharia Militar - ABEMI.
- 2003 - Ordem do Mérito Industrial.
- 2003  Ordem da Águia Asteca - Banda - 9 de maio, México.
- 2003  Ordem de Vasco Nuñez de Balboa - Grã-Cruz, Panamá.
- 2002  Ordem do Mérito das Comunicações - Grã-Cruz.
- 2002  Ordem Nacional da Legião de Honra - Grande Oficial - 3 de janeiro, França.
- 2002  Ordem das Palmas Académicas - 5 de março, França.
- 2002 - Doctor Honoris Causa, Universidad Nacional de Córdoba, Argentina, 25 de novembro.
- 2002 - Diploma de Sócio Honorário, Instituto Histórico e Geográfico Brasileiro - 29 de novembro.
- 2002  Ordem Nacional do Mérito Científico - Grã-Cruz.
- 2002 - Ordem do Pinheiro - Grã-Cruz.
- 2002 - Prêmio Heleno Fragoso - "Direitos Humanos".
- 2001  Orden Nacional del Condor de los Andes - Grã-Cruz - 11 de dezembro, Bolívia.
- 2001  Ordem do Infante Dom Henrique - Grã-Cruz - 28 de Julho, Portugal.
- 2001 - Doutor Honoris Causa, Universidad de Buenos Aires - 26 de abril.
- 2001 - Prêmio "Personalidade do Ano", Câmara de Comércio e Indústria Luso-Brasileira, Lisboa, 3 de julho.
- 2001 - Prêmio Moinho Santista - "Relações Internacionais", Moinho Santista - 27 de setembro.
- 2001  Medalha da Ordem do Mérito Ministério Público Militar.
- 1995  Orden del Libertador San Martin - Gran Cruz - 26 de abril, Argentina.
- 1992  Ordem do Mérito Aeronáutico - Grã-Cruz - 13 de abril.
- 1992  Ordem do Mérito Naval - Grã-Cruz - 15 de abril.
- 1992  Ordem do Mérito de Brasília - Grã-Cruz - 20 de abril.
- 1992  Ordem de Rio Branco - Grã-Cruz - 22 de abril.
- 1992  Ordem do Mérito das Forças Armadas - Grã-Cruz - 26 de maio.
- 1992  Ordem do Mérito Militar - Grã-Cruz - 19 de maio.[16]
- 1992  Ordem do Mérito Judiciário do Trabalho - Grã-Cruz - 11 de agosto.
- 1991  Ordem de Rio Branco - Grande Oficial - 24 de maio.
- 1989 - Prêmio Jabuti de Melhor Autor de Livro de Ensaios.
- 1987  Ordem do Congresso Nacional - Comendador - 17 de dezembro.
- 1987  Ordem da Águia Asteca - Placa - novembro, México.
- 1986  Ordem de Rio Branco - Comendador - 21 de maio.
- 1984  Ordem da Águia Asteca - Grado Encomienda - 17 de novembro, México.
- 1983  Orden de Mayo - Gran Oficial - 22 de março, Argentina.
- 1964 - Prêmio João Arruda de Filosofia do Direito.
- 1960 - Prêmio Gastão Vidigal de Economia Política.